# Средняя ободочная артерия
Средняя ободочная артерия — ветвь верхней брыжеечной артерии, кровоснабжающая поперечную ободочную кишку.

## Топография
Средняя ободочная артерия в большинстве случаев ответвляется от верхней брыжеечной артерии выше начала правой ободочной артерии, идёт вверх к поперечной ободочной кишке, кровоснабжает её и верхний отдел восходящей ободочной кишки.

### Вариативность
Может образовывать общий ствол с правой ободочной артерией, отходящий от верхней брыжеечной артерии. Также известны случаи, когда средняя ободочная артерия ответвляется от нижней брыжеечной артерии, и даже от чревного ствола

## Коллатеральное кровообращение
В общем существует три варианта анастомоза средней ободочной артерии с другими кровеносными сосудами:
1. Краевая ветвь Драммонда (также встречается название краевая ободочнокишечная артерия). Образована анастомозом левой ветви средней ободочной артерии с терминальной частью восходящей ветви левой ободочной артерии.
2. Дуга Риолана  — встречается значительно реже. Располагается между средней третью левой ветви средней ободочной артерии и дистальными участками восходящей ветви левой ободочной артерии.
3. Артерия Мошковитца (англ: Moskowitz artery) — Располагается между началом средней ободочной артерии и дистальной третью восходящей ветви левой ободочной артерии.[3]